# Vallis
Vallis (plural valles) é uma palavra do Latim para vales utilizada na geologia planetária para nomear características de acidentes geográficos em outros planetas como Mercúrio e Marte. O termo foi utilizado para vales de antigos rios descobertos em Marte quando as primeiras sondas espaciais mapearam o planeta. As imagens mostraram que fluxos de água romperam barragens, esculpindo vales profundos, erodindo em sulcos rochoso e viajando por  milhares de quilômetros.